# Classe Squalo
La classe Squalo fu un tipo di sommergibile di media crociera della Regia Marina che operarono durante la seconda guerra mondiale. Dall'evoluzione di questa classe nascerà la Serie 600, la più numerosa di sommergibili italiani, con ben cinquantanove unità costruite.

## Caratteristiche
Derivati dalla classe Bandiera e dalla classe Bragadin, appartenevano alla tipologia «Bernardis» e furono i primi sommergibili italiani di media-grande crociera a risultare di buone prestazioni sotto ogni aspetto; risultarono adatti anche ad operare in acque di mari caldi, come il Mar Rosso.
Nacquero però con alcuni difetti delle classi precedenti (ciò perché la Regia Marina fece il grosso errore di ordinare ben tre classi di nuovi sommergibili senza testarne nemmeno uno in condizioni reali), in particolare la tendenza ad infilarsi in mare di prora; per ovviare a questo problema, fu modificato rialzandolo il settore prodiero, conferendo il caratteristico profilo alle unità; all'interno fu anche ricavata una cassa autoallagabile utile a smorzare il beccheggio.

## Unità
I sommergibili della classe Squalo sono stati quattro:
- Squalo
- Delfino
- Narvalo
- Tricheco

Durante la seconda guerra mondiale operarono in Mediterraneo con magrissimi risultati (l'affondamento, ad opera del Delfino, dell'incrociatore leggero greco, neutrale, Elli, più alcuni supposti danneggiamenti; il Tricheco affondò accidentalmente il sommergibile italiano Gemma) e subendo la perdita di tre delle quattro unità. Date le loro dimensioni, ben maggiori di quelle della Classe 600 ma troppo piccole per operare in Atlantico, vennero anche utilizzati come trasporto materiali verso l'Africa Settentrionale, ed un battello (il Narvalo) venne perso proprio su questa rotta sotto l'attacco di velivoli britannici e di unità navali successivamente intervenute.
Solo il capoclasse Squalo sopravvisse alla guerra, venendo poi demolito.